# C+C Schaper

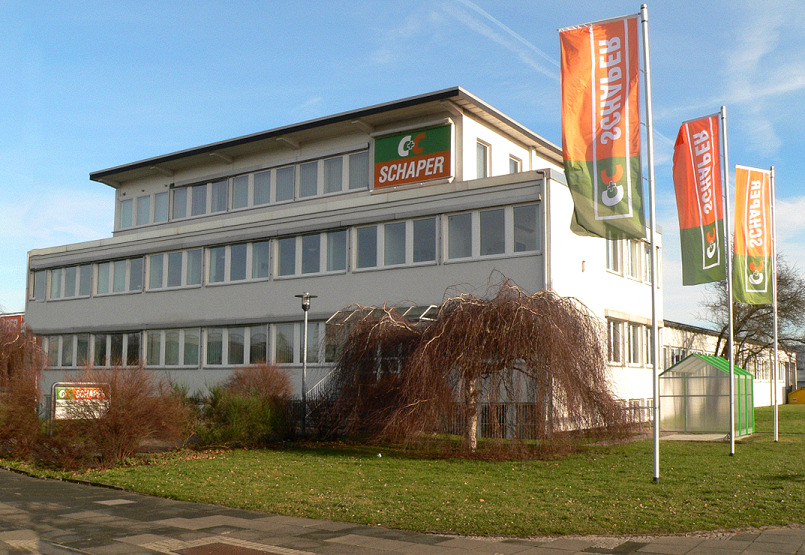
Unternehmenssitz (2008)

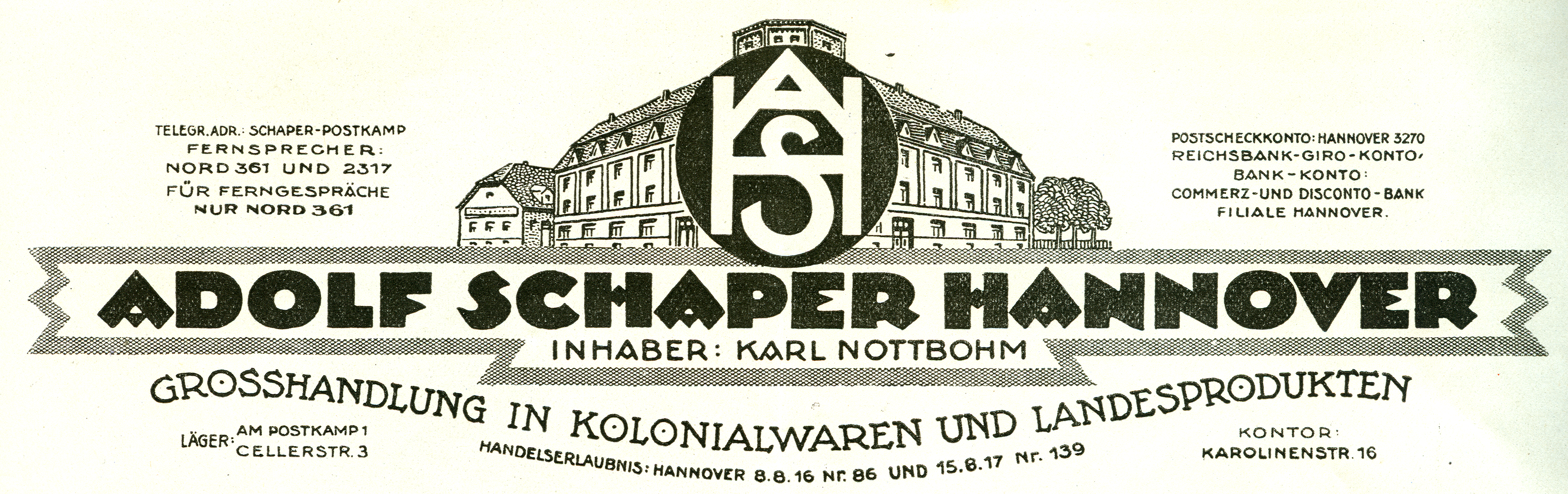
Briefkopf ca. 1920

Die C+C Schaper GmbH war ein Abholgroßmarkt (Cash & Carry) für Großhandelsunternehmen in Hannover, der Gastronomie, Hotellerie und Handel mit Lebensmitteln versorgte.

## Geschichte
Das Unternehmen wurde im Oktober 1879 von Adolf Schaper in Hannover als Kolonialwarenhandel gegründet.
Im Jahre 1959 eröffnete Schaper in Hannover den ersten Cash + Carry Großmarkt. In den Folgejahren expandierte das Großhandelsgeschäft. Daneben wurden auch Einzelhandelsgeschäfte, wie zum Beispiel die extra, gegründet und ausgebaut. Rückgrat des Unternehmens war jedoch der Großhandelsbereich.
1987 wurde Schaper von der ASKO-Gruppe übernommen. Die Metro Group kaufte 1996 die ASKO und gab Schaper ein neues Profil. Die C+C Schaper GmbH konzentrierte sich seither auf Cash & Carry-Großmärkte mit Zustellservice.
Während Metro Cash & Carry die Märkte über 10.000 m² betreibt, werden die kleinen Einheiten bis 5.000 m² von Schaper geführt. Diese befanden sich meistens in mittelgroßen und kleinen Städten. Die großen Märkte der Metro C+C haben erst seit 2009 einen Zustellservice.
Das Schaper-Vertriebsnetz verteilte sich nach Neueröffnungen, Übernahmen und Schließungen auf 51 Standorte in ganz Deutschland. Es wurden ca. 2000 Mitarbeiter beschäftigt.
Die Zentrale in Hannover wurde zum 31. Dezember 2010 aufgelöst. Das Kerngeschäft wurde zwar weiter betrieben, floss aber komplett in die Metro Cash & Carry ein. Unternehmensleiter war Gottfried Drescher.
Am 4. Mai 2015 kündigte der Metro-Konzern an, dass die Marke Schaper aufgegeben werden soll. Die noch bestehenden Schaper-Märkte wurden bis 2016 auf Metro Gastro umgeflaggt.